# Robert Odic

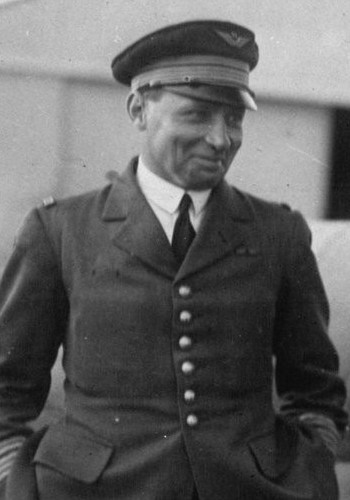
Colonel Robert Odic (1932)

Robert-Jean-Claude-Roger Odic (* 9. August 1887 in Neufchâtel-en-Bray, Département Seine-Maritime; † 1. Juni 1958) war ein französischer Offizier der Luftstreitkräfte (Armée de l’Air) und zuletzt Generalleutnant (Général de corps aérien), der unter anderem während des Zweiten Weltkrieges 1940 kurzzeitig Chef des Stabes der Luftstreitkräfte (Chef d’état-major de l’Armée de l’air) sowie 1943 Leiter der Militärmission des Freien Frankreichs in den USA war.

## Leben
Robert-Jean-Claude-Roger Odic trat am 9. Oktober 1906 als Soldat (Soldat de deuxième classe) in das 79. Linieninfanterieregiment ein und begann am 18. Oktober 1907 als Obergefreiter (Caporal) eine Offiziersausbildung an der Militärschule Saint-Cyr (École spéciale militaire de Saint-Cyr), wo er am 1. Oktober 1908 zum Unterleutnant (Sous-Lieutenant) befördert wurde. Nach Abschluss der Offiziersausbildung am 1. Oktober 1909 versah er Dienst in verschiedenen Regimentern der Kolonialinfanterie, bei denen es zu Einsätzen in Madagaskar, Französisch-Westafrika AOF (Afrique-Occidentale française) und Französisch-Marokko kam. Im Laufe dieser Dienstzeit wurde er am 1. Oktober 1910 zum Leutnant (Lieutenant 2e Classe) und am 3. September 1915 zum Hauptmann (Capitaine) befördert. Während des Ersten Weltkrieges begann er am 15. Mai 1916 eine Pilotenausbildung am Luftfahrtzentrum (Centre d’Aviation) in Chartres und setzte diese ab dem 27. Juli 1916 im Luftfahrtzentrum in Avord fort. Im Anschluss erfolgte seine Übernahme in die Militärische Luftfahrt (Aéronautique Militaire) und verschiedene Verwendungen als Kommandeur von Fliegerischen Einheiten sowie eine Abordnung in das Kriegsministerium. Für seine Verdienste wurde er per Dekret vom 22. Juli 1918 zum Ritter der Ehrenlegion ernannt.
Nach Kriegsende fand Odic in der Zwischenkriegszeit verschiedene weitere Verwendungen innerhalb der Aéronautique Militaire und wurde am 24. Februar 1920 Kommandeur der Militärischen Luftfahrt in Französisch-Westafrika sowie als solcher am 13. Mai 1920 zum Major (Chef de bataillon) befördert. Nach seiner Rückkehr am 12. Juli 1922 erfolgte eine Abordnung in die Luftfahrt-Direktion (Direction de l’Aeronautique), in der er am 17. November 1925 Chef des 4. Büros wurde. Für seine Verdienste wurde er durch Dekret vom 12. Januar 1926 zum Offizier der Ehrenlegion ernannt. Nachdem mit Gesetz vom 2. Juli 1934 die Aéronautique Militaire durch die Umwandlung in die Luftstreitkräfte (Armée de l’Air) eine eigenständige Teilstreitkraft wurde, wurde er als Oberst (Colonel) in das Zentrum für höhere Militärstudien (Centre des Hautes Études Militaires) abgeordnet und per Dekret vom 16. Juli 1934 zum Kommandeur der Ehrenlegion ernannt. Er wurde am 30. Oktober 1936 zum Brigadegeneral (Général de brigade aérienne) befördert und war zwischen dem 3. April 1938 und dem 6. November 1939 Kommandeur der 1. Luftregion, wobei er als solcher am 1. Mai 1939 zum Generalmajor (Général de division aérienne) sowie am 1. Oktober 1939 auch zum Generalleutnant (Général de corps aérien) befördert wurde.
Nach Beginn des Zweiten Weltkrieges übernahm Generalleutnant Robert Odic zwischen dem 6. November 1939 und dem 23. März 1940 den Posten als Generalinspekteur der Luftaufklärung und war im weiteren Kriegsverlauf nacheinander Kommandeur der Luftoperationszone Süd (23. März bis 6. Juni 1940), der Luftoperationszone Mittel (6. bis 18. Juni 1940) sowie schließlich der Luftoperationszone West (18. bis 29. Juni 1940). Nach dem Waffenstillstand von Compiègne am 22. Juni 1940 fungierte er zwischen dem 29. Juni und dem 6. August 1940 zunächst als Kommandeur der 29. Luftregion und befand sich daraufhin vom 6. August bis zum 10. September 1940 zur besonderen Verfügung. Als Nachfolger von Generalmajor Joseph Vuillemin übernahm er am 10. September 1940 den Posten als Chef des Stabes der Luftstreitkräfte (Chef d’état-major de l’Armée de l’air) und bekleidete diesen aber nur knapp zwei Wochen bis zum 25. September 1940, woraufhin Brigadegeneral Jean Romatet Chef des Stabes wurde. Daraufhin fungierte er vom 25. September 1940 bis zum 9. August 1941 als Oberkommandierender der Luftstreitkräfte in Französisch-Nordafrika und wurde im Anschluss bis November 1941 beurlaubt.
Im November 1941 floh Generalleutnant in die USA, woraufhin ihn das Vichy-Regime am 17. Juni 1942 zum Tode verurteilte, degradierte und sein gesamtes Vermögen konfisziert wurde. Am 23. März 1943 wurde er durch die Freien Französischen Streitkräfte FFL (Forces françaises libres) unter General Charles de Gaulle in den aktiven Militärdienst zurückberufen und fungierte zwischen dem 25. Juni und dem 5. Oktober 1943 als Leiter der Militärmission des Freien Frankreichs in den USA, ehe er seit dem 5. Oktober 1943 dauerhaft beurlaubt war.

## Veröffentlichung
- Un autre regard sur de Gaulle Front populaire, Vichy, Alger, Londres, Pentagone, 1936-1944, L’Harmattan, Paris 2020 (posthum), ISBN 978-2-343-21618-8